# Riču-See
Der Riču-See (lettisch Riču ezers; belarussisch Ры́чы) ist ein See in Lettgallen und der Wizebskaja Woblasz. Er liegt südöstlich von Daugavpils und durch ihn verläuft die lettisch-belarussische Grenze. Er ist der zwölftgrößte natürliche See in Lettland.

## Geographie
Ein größerer Zufluss des Sees ist die von Norden aus dem See Sila ezers kommende Silica. Nach Süden bildet die Ryčanka den Abfluss in Richtung des Sees Drūkšiai an der litauisch-belarussischen Grenze.

## Inseln
In den See ragen mehrere markante Halbinseln, darunter von Osten die Halbinsel Bindara. Außerdem gibt es im belarussischen Südteil vier Inseln und in der durch die Halbinsel Bindara abgetrennten großen nördlichen Bucht eine Insel auf lettischer Seite.